# Tatchanon Nakarawong
Tatchanon Nakarawong (tiếng Thái: ธัชนนท์ นคราวงศ์), còn được biết với tên đơn giản Copter (tiếng Thái: คอปเตอร์) là một cầu thủ bóng đá từ Thái Lan.